# جامع إسلامية
جامع إسلامية (بالفارسية: مسجد جامع اسلامیه) هو مسجد تاريخي يعود إلى عصر القاجاريين، ويقع في إسلامية.